# Alcolapia
Alcolapia é um género de peixe da família Cichlidae.

## Espécies
Este género contém as seguintes espécies:
- Alcolapia alcalica (Hilgendorf, 1905)
- Alcolapia grahami (Boulenger, 1912)
- Alcolapia latilabris (Seegers & Tichy, 1999)
- Alcolapia ndalalani (Seegers & Tichy, 1999)